# روبرت إي. بيرك
روبرت إي. بيرك (بالإنجليزية: Robert E. Burke)‏ هو محامي وقاضي وسياسي أمريكي، ولد في 1 أغسطس 1847 بديدفيل في الولايات المتحدة، وتوفي في 5 يونيو 1901 بدالاس في الولايات المتحدة. حزبياً، نشط في الحزب الديمقراطي. وقد انتخب عضو مجلس النواب الأمريكي.